# 御前侍卫贴墙牌坊
御前侍卫贴墙牌坊位于中国安徽省黄山市黟县屏山村，为清雍正御前侍卫舒琏家祠的门楼，建于1727年，呈七凤楼式样，悬挂匾额“恩荣”和“御前侍卫”，题跋“龙飞雍正未申年舒琏立”。舒琏因护驾有功成为清代罕见的汉人御前侍卫，官至绿营正三品平阳参将。2004年10月28日，御前侍卫贴墙牌坊公布为第五批安徽省文物保护单位。今天御前侍卫已辟为精品民宿。